# Château du Rouvoltz
Le château du Rouvoltz est un château situé à Chaumont-d'Anjou, en France.

## Localisation
Le château est situé dans le département français de Maine-et-Loire, sur la commune de Chaumont-d'Anjou.

## Historique
Le château était un hôpital militaire pendant la Grande Guerre de 1914 à 1915.
Le château est attribué à l'architecte Pierre-Félix Delarue. Il est inscrit au titre des monuments historiques en 1993.